# Wronowice (województwo małopolskie)
Wronowice – wieś w Polsce położona w województwie małopolskim, w powiecie nowosądeckim, w gminie Łososina Dolna. W latach 1975–1998 miejscowość należała administracyjnie do województwa nowosądeckiego.